# Jacques du Perron
Jacques du Perron, o Jacques Davy du Perron, o Jacques Duperron (Saint-Lô, 25 novembre 1556 – Bagnolet, 5 settembre 1618), è stato un cardinale, arcivescovo cattolico, poeta, diplomatico, teologo e predicatore francese.

## Biografia

### Infanzia e formazione
Jacques Davy du Perron apparteneva a una famiglia della piccola nobiltà di campagna del Cotentin, originaria di Saint-Aubin-du-Perron. Suo padre, Julien David o Davy, era un medico che, convertitosi al calvinismo, aveva abbandonato la professione per diventare pastore protestante, e si era quindi trasferito con i familiari a Berna. Fu suo padre, uomo di grande cultura, a impartirgli le prime nozioni di lingua latina e di matematica, discipline che Jacques riuscì a padroneggiare già all'età di dieci anni. Imparò da solo il greco e l'ebraico; ed era dotato di una memoria tanto prodigiosa che riusciva a imparare a memoria cento versi di Virgilio in una sola ora. Dopo avere studiato filosofia, si dedicò con passione allo studio della fisica.
Verso il 1562 Jacques du Perron ritornò in Francia assieme ai suoi genitori; ma una nuova persecuzione costrinse presto la famiglia a cercare rifugio dapprima a Jersey e infine in Normandia. Qui l'amore per lo studio e i progressi ottenuti nelle scienze non tardarono a richiamare su Jacques l'attenzione degli uomini di cultura. All'età di vent'anni il conte Jacques de Matignon, che l'aveva preso in simpatia, lo presentò al re Enrico III, che rimase impressionato dall'erudizione del giovane.

### Conversione
Il conte di Matignon gli fece conoscere Jean Touchard, abate di Bellozane (Jersey), già precettore del cardinale di Vendôme e dell'abate Philippe Desportes. L'abate Touchard convinse Jacques du Perron a intraprendere lo studio dei Padri della Chiesa, in particolare di san Tommaso d'Aquino e di sant'Agostino; all'età di ventun'anni Jacques du Perron si convertì alla religione cattolica.
La conversione rimosse ogni possibile ostacolo alla sua carriera di studioso. L'abate Desportes, poeta barocco, raccomandò Jacques al re Enrico III come un giovane che non aveva uguali al mondo sia per la cultura che per l'animo. Tre mesi dopo la conversione Jacques du Perron divenne lettore del re con un appannaggio di duecento scudi. Sebbene laico, nel 1585 du Perron fu invitato a predicare al convento di Vincennes, alla presenza del re il quale accettò la dedica. Lo stesso anno, la sua orazione funebre per Pierre de Ronsard, di cui era stato amico e che chiamava "il principe dei poeti", gli fecero ottenere il plauso dell'uditorio. Dopo questi successi Jacques du Perron decise di prendere gli ordini. Nel 1587 fu l'oratore ufficiale alla commemorazione funebre di Maria Stuart.

### Attività politica
Dopo la morte di Enrico III (1589), su richiesta dell'abate Touchard entrò al servizio del cardinale Carlo di Borbone-Vendôme, capo della Lega cattolica (Francia), che richiedeva a nuovo re, l'ugonotto Enrico IV di Francia, l'abiura della fede protestante; presto tuttavia du Perron si avvicinerà al re. Nel 1591 fu nominato vescovo di Évreux e si occupò dei vari aspetti, privati e pubblici, legati alla conversione di Enrico IV al cattolicesimo, che avverrà nel 1593: lo istruì sulla religione cattolica, assieme al futuro cardinale Arnaud d'Ossat sollecitò a Roma l'assoluzione del re, rese pubblica l'abiura di Enrico IV alla religione protestante, fece togliere l'interdetto papale contro la Francia compiendo a Roma, al posto di Enrico IV, gli atti penitenziali richiesti dalla Santa Sede (1594). Ritornato alla guida della diocesi di Évreux, si prodigò nella predicazione a favore della Chiesa cattolica e nella polemica anticalvinista, anche con dibattiti pubblici con intellettuali protestanti, per esempio col teologo Philippe Duplessis-Mornay a Fontainebleau nel 1600 o con lo scrittore Théodore Agrippa d'Aubigné; fra l'altro ottenne la conversione di Henry de Sponde, che divenne poi vescovo di Pamiers, e del generale svizzero Sancy.
Nel 1604 fu chargé des affaires de France (ambasciatore francese) a Roma. Fu nominato cardinale da Clemente VIII nel concistoro del 9 giugno 1604 con il titolo di Sant'Agnese in Agone e nel conclave successivo alla morte di Clemente VIII (3 marzo 1605) contribuì grandemente con la sua eloquenza all'elezione di papa Leone XI al trono papale (1º aprile 1605) e a quella di papa Paolo V (16 maggio 1605). Nel 1606 fu nominato arcivescovo di Sens. Dopo la morte di Enrico IV (1610) fu membro del Consiglio di reggenza, prese parte attiva negli Stati generali del 1614 e difese le dottrine ultramontane contro il terzo stato.

### Attività letteraria
Jacques du Perron fu uno scrittore prolifico sia di saggi in prosa (opere di apologetica, testi di teologia) sia di opere in versi. Come poeta, du Perron fu un poeta barocco, erede di Ronsard e di Desportes; tuttavia è considerato il precursore del classicismo di Malherbe. I suoi componimenti poetici sono vari: poesia religiosa, poesia erotica, dediche, poesia civile, poesia d'occasione, ecc. Questa diversità si spiega in parte con la loro cronologia. Le poesie di amore sono state scritte in età giovanile, prima che du Perron prendesse i voti.

## Conclavi
Nel suo periodo di cardinalato Jacques du Perron partecipò a due conclavi:
- conclave del marzo 1605, che elesse papa Leone XI
- conclave del maggio 1605, che elesse papa Paolo V

## Genealogia episcopale e successione apostolica
La genealogia episcopale è:
- Cardinale François de Joyeuse
- Cardinale Jacques du Perron

La successione apostolica è:
- Vescovo Jacques d’Angennes (1606)
- Cardinale Roberto Ubaldini (1608)
- Vescovo Sébastien Zamet (1615)
- Arcivescovo Jean Davy du Perron (1618)

## Opere
- Jacques du Perron, Discours spirituel sur le premier verset du pseaume cent vingtdeuxieme, Ad te leuaui oculos meos. Prononce en la Congregation de l'Oratoire de nostre Dame de Vie-saine. Par J. D. du Perron, A Paris, par Federic Morel, 1586.
- Jacques du Perron, Oraison funebre, sur la mort de monsieur de Ronsard, par J. D. Perron lecteur de la Chambre du Roy, A Paris, par Federic Morel imprimeur ordinaire du Roy, 1586.
- Jacques du Perron, Replique a la response de quelques ministres sur vn certain escript touchant leur vocation. Par R.P.Mre Iacques Dauy, euesque d'Eureux,, A Paris, par Mamert Patisson imprimeur du Roy, 1597.
- Jacques du Perron, Actes de la conference tenue entre le Sieur Euesque d'Eureux et le Sieur du Plessis, en presence du Roy a Fontaine-bleau le 4. de May 1600. Publiez par permission & authorite de sa Majeste. Auec la refutation du faux discours de la mesme conference. Par Messire Iacques Dauy Euesque d'Eureux, conseiller du roy en son conseil d'estat, & son premier aumosnier, A Eureux, chez Antoine Le Marie, 1601.
- Jacques du Perron, Refutation de l'ecrit de maistre Daniel Tilenus, contre vn discours touchant les Traditions Apostoliques. Par messire Iacques Dauy .., A Evreux, chez Antoine Le Marie, 1602.
- Jacques du Perron, Falsae colloquio inter reuerendissimum episcopum Ebrocensem catholicum, et dominum du Plessis, caluinianae sectae antesignanum, coram christianissimo Francorum rege, plurimisque regni proceribus in fontaine-bleau habito, Plessiae narrationis refutatio,  Gallice antea per eundem reuerendissimum edita: nunc vero,  Latine conuersa per Iacobum Couthonum Burgundum, Moguntiae, e typographeo Ioannis Albini, 1603.
- Jacques du Perron, Spelunca Mercurii siue Panegyricus eucharisticus D.D. Iacobo Davy du Perron purpurato ecclesiae principi, illustrissimo cardinali, senonum archiepiscopo, Galliarum, & Germaniae primati, magnoque Franciae eleemosynario dictus in regali Franciae collegio, quod noua ac splendidiori architectatione stipendijsque auxerunt, optimi cardinalis intercessu, christianissimi reges Henricus Ma, Lutetiae Parisiorum, apud Franciscum Iacquin, 1611.
- Jacques du Perron, Discours sur quelques poincts concernans la police de l'Eglise, & de l'Estat: et particulierment sur la reception du Concile de Trente, & la venalite des offices. / Du Perron!, A Paris, par Antoine Estiene, imprimeur du Roy, rue S. Iacques deuant le College du Plessis, 1615.
- Jacques du Perron, Harangue faicte de la part de la chambre ecclesiastique, en celle du tiers estat, sur l'article du serment. Par monseigneur le cardinal du Perron, archeuesque de Sens, primat des Gaules et de Germanie, et grand aumosnier de France, A Paris, par Antoine Estiene, imprimeur du Roy, 1615.
- Jacques du Perron, Harangue faicte de la part de la chambre ecclesiastique, en celle du tiers estat, sur l'article du serment. Par monseigneur le cardinal du Perron, archeuesque de Sens, primat des Gaules et de Germanie, et grand aumosnier de France, A Paris, par Antoine Estiene, imprimeur du Roy, 1615.
- Jacques du Perron, Examen du liure du sieur du Plessis contre la messe. Compose il y a enuirron dixhuict ans par messire Iacques Dauy, lors euesque d'Eureux, & maintenant cardinal du Perron,  Et publie par reu. pere Nicolas Coeffeteau, A Eureux, chez Sebastien Cramoisy rue S. Iaques aux Cicognes, 1618.
- Jacques du Perron, Replique a la response du serenissime roy de la Grand Bretagne. Par l'illustrissime et reuerendissime cardinal Du Perron, archeuesque de Sens,, A Paris, par Antoine Estiene, imprimeur ordinaire du roy, rue S. Iacques, pres S. Yues, 1620.
- Jacques du Perron, Traitte du sainct sacrement de l'Eucharistie diuise en trois liures. Contenant la refutation du liure du sieur du Plessis Mornay contre la messe Par l'illustrissime et reuerendissime cardinal Du Perron, Paris, par Antoine Estiene imprimeur ordinaire du Roy, rue S. Iacques, a l'Oliuier de Robert Estiene, 1622.
- Jacques du Perron, Les ambassades et negotiatins de l'illustrissime & reuerendissime cardinal Du Perron, archevesque de Sens, primat des Gaules et de Germanie & Grand Aumosnier de France Ensemble les relations enuoyees au roy Henry le Grand, des particularitez des Conclaues, ou il s'est trouue a Rome, pour la creation de diuers Papes. Recueillies, & accompagnees de sommaires & aduertissements, par Cesar de Ligny, A Paris, par Antoine Estienne, imprimeur ordinaire du Roy, rue S. Iacques, a l'Oliuier de Robert Estiene, 1623.
- Jacques du Perron, Refutation de toutes les obiections tire'e des passages de S. Augustin alleguez par les heretiques contre le Sainct Sacrement de l'Eucharistie. Par l'illustrissime & reuerendissime cardinal Du Perron, archevesque de Sens, primat des Gaules et de Germanie, & grand aumonier de France, A Paris, par Antoine Estiene, imprimeur ordinaire du roy, rue S. Iacques, a l'Oliuier de Robert Estiene, 1624.
- Jacques du Perron, Les diuerses oeuures de l'illustrissime cardinal Du Perron, archeuesque de Sens, primat de Gaules & de Germanie, & grand aumosnier de France. Contenant plusieurs livres, conferences, discours, harangues, lettres d'Estat & autres, traductions, poesies, & traitteza tant d'eloquence, philosophie que theologie non encore veus ny publiez. Ensemble tous ses ecrits mis au iour de son vivant, & maintenant rimprimez sur les exemplaires laissez reueus, corrigez & augmentez de sa main, A Paris, par Antoine Estiene, imprimeur ordinaire du roy, rue S. Iacques, a l'Oliuier de Robert Estiene, 1629.
- Jacques du Perron, Les ambassades et negotiations de l'illustrissime & reuerendissime cardinal Du Perron, archeuesque de Sens, primat des Gaules & de Germanie, & grand aumosnier de France: auec les plus belles & eloquentes lettres recueillies, & accompagnees de sommaires & aduertissements, par Cesar de Ligny, secretaire dudit seigneur, Paris, chez Chardin Besongne, 1633.
- Jacques du Perron, Perroniana et Thuana, Coloniae Agrippinae, apud Gerbrandum Scagen, 1691.
- Jacques du Perron, Perroniana et Thuana ou Pensee judicieuses, bons mots, rencontres agreables et observations curieuses du Cardinal du Perron et de Mr. le President de Thouana, Coloniae Agrippinae, apud Gerbrandum Scagen, 1694.
- Jacques du Perron, Oeuvres diverses : troisieme edition augmentee, Paris, Geneve, Slatkine Reprints, 1969.
- Jacques du Perron, Recueil des poesies de Monsieur Du Perron / Jacques Davy Du Perron, Paris, Actes Sud-Papiers, dep. leg. 1988.